# كوجي فوكودا
كوجي فوكودا هو مجدف ياباني، ولد في 23 أغسطس 1940 في توتوري في اليابان.

## وصلات خارجية
- كوجي فوكودا على موقع الاتحاد الدولي للتجديف (الإنجليزية)
- كوجي فوكودا على موقع أوليمبيديا (الإنجليزية)